# St Georges Terrace

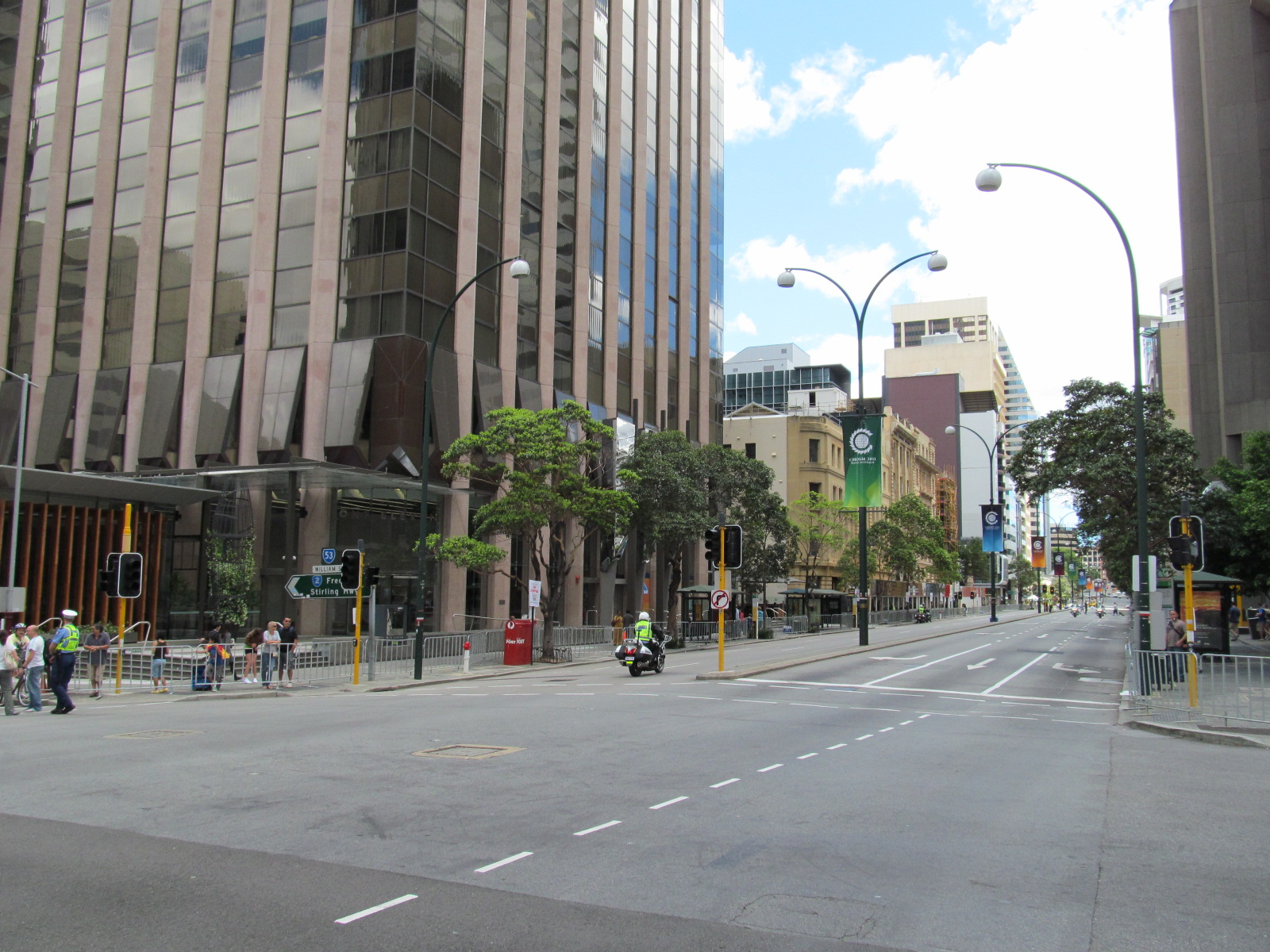
Vue de St Georges Terrace en 2011.

St Georges Terrace est la principale rue de Perth, la capitale de l'Australie-Occidentale, en Australie.

## Situation et accès
Parallèle à la Swan River, elle accueille plusieurs gratte-ciel parmi lesquels la BankWest Tower, plus haute construction de la ville.

## Bâtiments remarquables et lieux de mémoire
- Council House
- Palace Hôtel